# Valerie Plame
 (avril 2020).
Si vous disposez d'ouvrages ou d'articles de référence ou si vous connaissez des sites web de qualité traitant du thème abordé ici, merci de compléter l'article en donnant les références utiles à sa vérifiabilité et en les liant à la section « Notes et références ».
Valerie Elise Plame, épouse Wilson, connue sous les noms de Valerie Plame, Valerie E. Wilson et Valerie Plame-Wilson, est un ancien officier de la CIA et l’auteur de mémoires revenant sur sa carrière et les événements qui ont conduit à sa démission de la CIA. Elle a notamment été espionne pour le compte de la CIA lors de ses études de troisième cycle en Europe, à la London School of Economics et au Collège d'Europe.

## Vie privée
Son mari, Joseph C. Wilson (né le 6 novembre 1949) était chargé d'affaires à l'ambassade des États-Unis en Irak, à Bagdad lors de l'invasion du Koweït par les troupes irakiennes de Saddam Hussein.
L’administration Bush a dévoilé son identité, en tant qu’agent secret de la CIA. Son conjoint, Joseph Wilson, avait démenti la vente d'uranium par le Niger à l’Irak, et ainsi mis en difficulté le président des États-Unis, George W. Bush.

## Publications
- Fair Game: My Life as a Spy, My Betrayal by the White House (en), Simon & Schuster, 2007.
- (avec Sarah Lovett), Blowback, Penguin Publishing Group, 2013.
- (avec Sarah Lovett), Burned, Penguin Publishing Group, 2014.